# Frisius-Himmelsglobus von 1537
Der Frisius-Himmelsglobus von 1537 ist ein vom Löwener Mathematiker Gemma R. Frisius hergestelltes, kugelförmiges Modell des Sternenhimmels. Das Werk gilt als eines der Vorbilder für den 1551 erschienenen Mercator-Himmelsglobus. Gerhard Mercator wirkte an der Entstehung als Kupferstecher mit.

## Geschichte

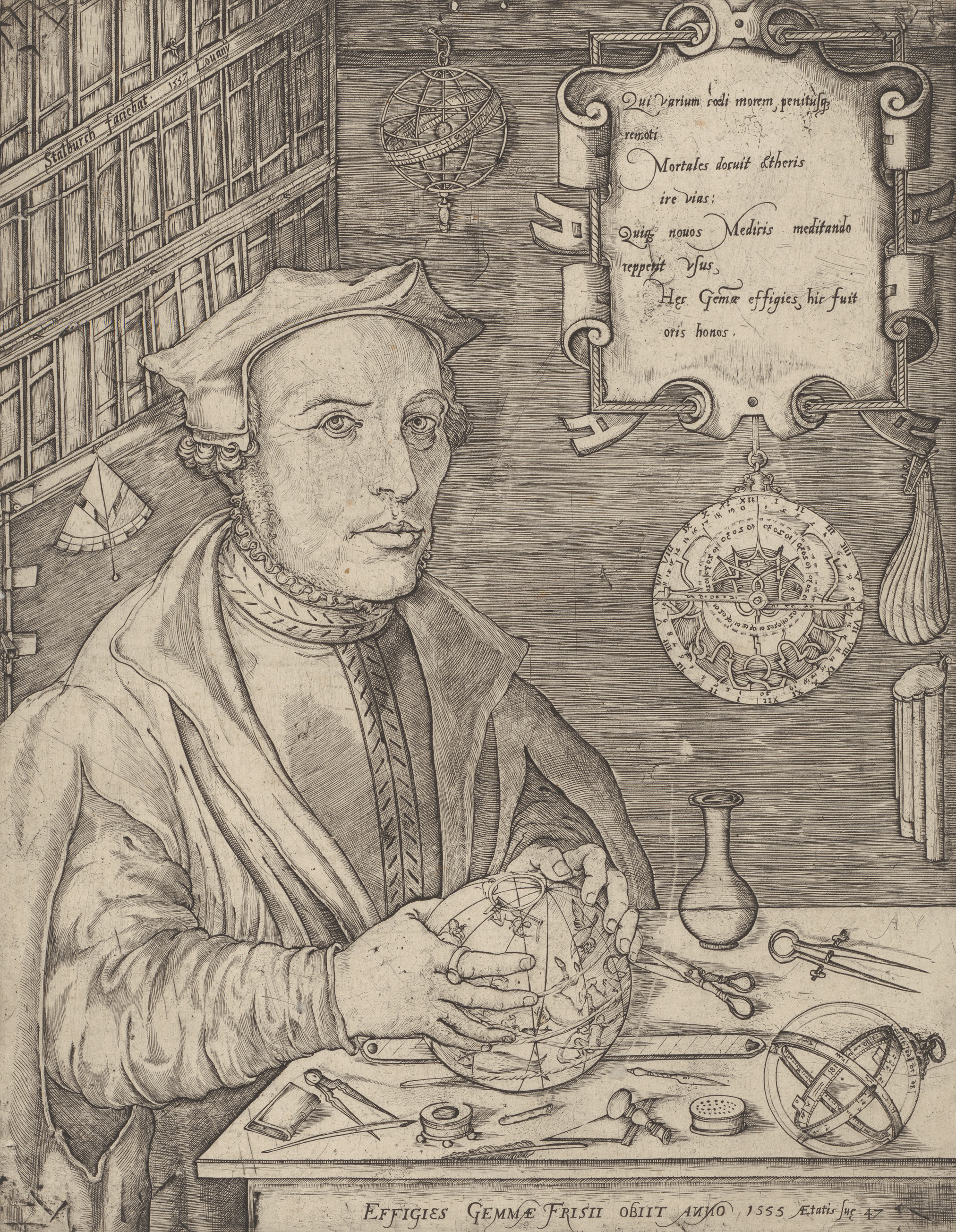
Stalburch-Stich von Gemma Frisius mit dem Himmelsglobus

Bereits Anfang der 1530er beschäftigte sich der Löwener Gelehrte Gemma R. Frisius mit der Herstellung von Globen, wobei zunächst wahrscheinlich ausschließlich Erdgloben entstanden. Begleitet wurden diese praktischen Bemühungen von theoretischen Überlegungen, die er in seinem „De principiis astronomiae et cosmographiae“ zu Papier brachte. Der Bau von Erdgloben war allerdings eng an das Verständnis der astronomischen Zusammenhänge gebunden. Ab 1534 trug sich Frisius deshalb mit dem Gedanken, ein Paar aus Erd- und Himmelsglobus zu fertigen.
Hierzu nahm er Kontakt zum Kupferstecher Gaspard van der Heyden auf. Zusammen mit dessen Schüler Gerhard Mercator entstand bis 1536 ein Erdglobus mit einem Durchmesser von 37 Zentimetern. Mercator übernahm dabei wohl die Reinzeichnung der Kartenbilder und den Kupferstich. Bereits wenige Monate später wurde ein gleich großer Himmelsglobus fertiggestellt. Während Frisius den Entwurf zum Globus vorgelegt hatte, übernahmen van der Heyden und Mercator hier die Reinzeichnung, den Kupferstich und das Aufziehen der Segmente auf die hölzernen Sphären.
Frisius orientierte sich bei der Anlage des Globus an den Arbeiten des antiken, griechischen Kartografen Claudius Ptolemäus. Diese wurden jedoch um neuere Kenntnisse der Zeitgenossen ergänzt. Grundlage für die in Kupfer gestochenen Sternbilder war das 1515 von Albrecht Dürer geschaffene Bild des Himmels. Daneben zog Frisius auch die 1536 erschienene Sternkarte des Petrus Apianus zu Rate und ergänzte über sie weitere Bilder.
Der Erfolg des Frisius-Himmelsglobus von 1537 ist in den Quellen nicht nachvollziehbar. Allerdings wurde das Werk zu einer der Vorlagen des äußerst erfolgreichen Globus von 1551, den der zuvor noch als Schüler tätige Gerhard Mercator als Pendant zu seinem zehn Jahre zuvor erschienenen Erdglobus präsentierte. Der Himmelsglobus wurde auch auf dem bekanntesten Porträt von Gemma R. Frisius verewigt. Auf dem 1557 von Jan van Stalburch geschaffenen Werk hält der Astronom den Globus in seinen Händen.

## Beschreibung
Der Frisius-Himmelsglobus von 1537 weist einen Durchmesser von ca. 37 Zentimetern auf. Mit dem erhaltenen, hölzernen Gestell betragen seine Maße 57,5 × 53,5 Zentimeter. Die Sternbilder wurden dem ptolemäischen Vorbild entlehnt, weshalb 48 Konstellationen auf dem Globus zu sehen sind. Hinzu kommen insgesamt 52 benannte Einzelsterne bzw. Sterngruppen, die keinem der antiken Sternbilder entsprechen. Häufig wurde den Konstellationen ihre griechischen und lateinischen Bezeichnungen beigegeben.
Weitere Inschriften auf dem Globus wurden auf den jeweils freien Stellen am Himmel untergebracht. So ist neben dem Sternbild des Großen Bären eine Helligkeitsskala für die einzelnen Sterne zu finden. Unter der Südlichen Krone wurden die Hersteller des Globus vermerkt: „Faciebant Gemma Frisius/ medicus ac mathematicus,/ Gaspar à myrica & Gerar/ dus Mercator Rupelmund/ danus anno à partu virgi/ neo 1537.“ Aus der Sternkarte des Petrus Apianus stammt das Sternbild der Meerjungfrau.

## Exemplare
Das einzige bekannte Exemplar des Frisius-Himmelsglobus ist heute in der astronomischen Sammlung des National Maritime Museum in Greenwich, London zu finden. Es handelt sich um den ältesten Globus der Sammlung. Der Globus gelangte über den Sammler James Caird in den 1930er Jahren in das Museum. Um 1900 war ein weiteres Exemplar bekannt, das vom Geografen Walther Ruge in der Bibliothek des Francisceum in Zerbst identifiziert worden war. Der Zerbster Globus wurde im Zweiten Weltkrieg zerstört.